# Боляков Дмитро Леонідович
Боляков Дмитро Леонідович (нар. 14 жовтня 1956, Акбулак, Оренбурзька область, РРФСР — пом. 19 квітня 2021, Миколаїв, Україна) — радянський і український художник і реставратор.

## Життєпис
Народився 14 жовтня 1956 року в місті Акбурлак Оренбурзької області.
З 1968 року проживав у Миколаєві. У 1973 року закінчив ЗОШ № 30. Того ж року вступив до Кримського художнього училища імені М. С. Самокиша.
В 1976—1983 роках навчався у Ленінградському інституті живопису, скульптури та архітектури ім. І. Ю. Рєпіна на факультеті живопису, де навчався в майстернях М. Десятова та Ю. Боброва.
У 1983 році розпочав трудову діяльність в Миколаївському обласному художньому музеї ім. В. Верещагіна на посаді художника-реставратора.
З 1984 року учасник виставок. Займався проблемами відродження давньоруського живопису та стінопису, станкового та монументального живопису. Співпрацював на кафедрі реставрації у Миколаївській філії Київського університету культури та мистецтв.
У 1986 році працював на Миколаївському художньо-виробничому комбінаті на посаді художника творчої категорії.
Член Національної спілки художників України з 1991 року. З 2001 року працював у Миколаївській філії Київського Національного університету культури і мистецтв на кафедрі реставрації та графічного дизайну на посаді старшого викладача.
З 2017 року обіймав посаду голови Миколаївської обласної організації Національної спілки художників України. У січні того ж року Дмитру Болякову було надано звання «Заслужений художник України».
Дмитро Леонідович Боляков помер 19 квітня 2021 року.

## Творчий доробок
У 1989 році Боляков брав участь у реставруванні іконостасів та фрескового живопису у церкві Всіх Святих у Миколаєві. У тому ж році бере участь у реставрації храмів України в містах Харків, Миколаїв, Сімферополь, Бахчисарай, трьох церков в селах Вишневому, Гандрабури та в містах Котовськ та Козелець. У 1990 році — Свято-Успенський собор чоловічого монастиря у місті Бахчисарай, у 1999—2000 — Свято-Успенський собору у селі Гедеримове, що в Одеській області. Брав участь в реставрації картин Миколаївського обласного художнього музею імені В. Верещагіна.
У 2012 році брав участь в оформленні експозиції Миколаївського обласного краєзнавчого музею «Старофлотські казарми».
Твори Дмитра Леонідовича знаходяться в Миколаївському обласному художньому музеї імені В. Верещагіна, дирекціях виставок Міністерства культури України, Національної спілки художників України, галереях, приватних колекціях України та за кордоном.

### Виставки
- Республіканська виставка акварелі (1984);
- Республіканська виставка молодих художників (1985, 1986);
- Всесоюзна виставка «Образотворче мистецтво УРСР» (Москва, 1985);
- Республіканська виставка «Мальовнича Україна» (1985, 1989);
- Республіканська виставка «Світ, події, людина» (1987);
- Республіканська виставка «50 років Спілки художників Україні» (1988);
- Республіканська виставка «70 років ВЛКСМ» (1988);
- Всеукраїнський і міжнародний симпозіум живопису «Спокуса» (2000);
- Всеукраїнська виставка «Великдень як світ» (2006);
- Міжнародна Різдвяна виставка (Палац «Україна», 2006);
- Всеукраїнська виставка до дня художника (Київ, 2008).

## Нагороди та звання
- Подяка Київського міського голови «За вагомий внесок в розвиток образотворчого мистецтва, високий професіоналізм» (2004)[3];
- Почесна грамота Міністерства культури України (2010)[4];
- Звання «Заслужений художник України» (2021).